# Дощівник Іван Тимофійович
Дощівник Іван (1886–1973) — український письменник, перекладач та педагог. Псевдоніми — Омелян Миколаєнко, Іван Підгоренко.

## З біографії
Народ. 4 липня 1886 р. у с. Банилів тепер Вижницького району Чернівецької обл. у родині
селянина-бідняка. Закінчив філософський факультет Чернівецького університету (1910). Працював учителем у гімназії. Переїхав до Румунії у 20-х рр., виступав як публіцист і критик, перекладав з румунської мови, готував українсько-румунські та румунсько-українські словники. Помер 20 березня 1973 р. в Бухаресті (Румунія).

## Творчість
Автор нарисів і оповідань «Над Дунаєм» (1924), «В Наталії» (тобто в Італії, 1911) та ін.
Юрія Федьковича., якому письменник присвятив оповідання «В Наталії».
Один з укладачів румунсько-українських та українсько-румунських словників, виданих у 60-х роках минулого століття у Бухаресті.